# Superbet
Superbet Zakłady Bukmacherskie Sp. z o.o. (Superbet) – polska spółka działająca w branży bukmacherskiej, należąca do grupy kapitałowej Grupa Superbet, operatora zakładów bukmacherskich i gier online. Siedziba polskiej spółki znajduje się w Warszawie. Prezesem polskiego oddziału jest Łukasz Seweryniak.   
Superbet powstał w Rumunii w 2009 rokuObecnie, oprócz Polski, obejmuje również rynki bukmacherskie takich krajów Europy jak m.in. Belgia, Austria, Serbia, Chorwacja, Portugalia, Malta czy Cypr

## Działalność
W Polsce prowadzi działalność na mocy zezwoleń Ministerstwa Finansów: na urządzenie zakładów bukmacherskich z 6 października 2017 roku oraz na urządzanie zakładów wzajemnych przez sieć Internet w Polsce z 18 października 2019 roku.
Superbet od samego początku działalności zaangażowany jest w sponsoring sportowy. W sezonie 2022/23 sponsorował: Górnika Zabrze, GKS Tychy oraz Stomil Olsztyn, a wcześniej Ruch Chorzów oraz Polonię Bytom. Od sezonu 2022/23 jest również oficjalnym partnerem reprezentacji Polski w skokach narciarskich i Polskiego Związku Narciarskiego. 1 lipca 2023 roku Superbet został sponsorem strategicznym Lecha Poznań. W kwietniu 2024 roku Superbet przedłużył umowę sponsoringową z GKS Tychy. W lipcu 2025 roku Superbet został oficjalnym sponsorem Jagiellonii Białystok i Arki Gdynia.
W ramach sponsoringu sportowego Superbet zorganizował w Warszawie w 2022 r. turniej szachowy Superbet Rapid & Blitz Poland – Grand Chess Tour Warsaw 2022, w którym udział wzięli czołowi szachiści m.in. Jan-Krzysztof Duda (zwycięzca turnieju), Levon Aronian i Wesley So. Turniej odbył się również w 2023 r. – Superbet Rapid & Blitz Poland 2023 ponownie ściągając najlepszych światowych arcymistrzów, w tym wielokrotnego mistrza świata Magnusa Carlsena, Jana Krzysztofa Dudę, Levona Aroniana, Wesley’a So oraz Anisza Giriego. W dniach 14-15 czerwca Superbet był organizatorem turnieju Superbet Poland Darts Masters 2024 w Gliwicach. Kolejny turniej odbędzie się ponownie w Gliwicach w dniach 4-5 lipca 2025 roku.
Superbet był także partnerem żużlowego Grand Prix w Warszawie w 2023 r. Podczas wydarzenia firma we współpracy z Polskim Związkiem Motorowym przygotowała akcję angażującą kibiców. Za każde okrążenie meksykańskiej fali wykonane przez kibiców na Stadionie Narodowym, Superbet przekazał wsparcie finansowe na rzecz Fundacji Polskiego Związku Motorowego. W styczniu 2024 nawiązał roczną współpracę z kanałem Foot Truck. Od maja 2022 roku jest też partnerem Kanału Sportowego. W marcu 2024 roku Superbet podjął współpracę z portalem piłkarskim 90minut.pl. Na początku lipca Superbet został głównym sponsorem Wisły Kraków. W połowie lipca Superbet został sponsorem głównym GKS Katowice. W sierpniu 2024 roku Superbet został oficjalnym sponsorem Wieczystej Kraków. W lipcu 2025 roku Superbet rozszerzył współpracę z krakowskim klubem. W sierpniu 2024 roku Superbet przedłużył umowę sponsorską z FOGO Ekstraklasą w futsalu. W październiku Superbet dołączył do Europejskiego Stowarzyszenia Gier i Zakładów (EGBA). W styczniu 2025 roku Superbet został partnerem kanału YouTube Meczyki.pl.

## Grupa Superbet
Grupa działa na blisko 30 rynkach pod markami Superbet, Napoleon i Lucky Days. Była 14. najwyżej notowaną firmą gier online na świecie według rankingu EGR Power 50 za rok 2023, gdzie do oceny zaliczał się wpływ na rynek, międzynarodowy zasięg, strategia i wyniki finansowe. W 2022 grupa Superbet zatrudniała na świecie ponad 5 tys. pracowników.

### SuperScore
SuperScore to aplikacja wprowadzona przez Grupę Superbet, która agreguje wiele funkcji, wykorzystywanych przez fanów sportu. Są wśród nich: wyniki na żywo, informacje o transmisjach, statystyki, newsy czy grupy dyskusyjne. Aplikacja, która zadebiutowała na rynku w połowie kwietnia 2023 roku oferuje dostęp do 250 lig piłki nożnej na całym świecie. W bazie Superscore jest ponad 2000 drużyn i 50 tysięcy zawodników. Można w niej śledzić wyniki zarówno czołowych lig na całym świecie, jak i rozgrywki międzynarodowe np. Ligę Mistrzów, Ligę Europy i Ligę Konferencji Europy, Copa Libertadores, Copa Sudamericana i Puchar Mistrzów CONCACAF. Aplikacja jest bezpłatna i dostępna zarówno na urządzenia z systemem Android, jak i iOS. Użytkownicy z systemem Android pobrali aplikację ponad 100 tys. razy (oficjalne dane Google Play, widoczne na karcie aplikacji, stan na 09.03.2025

### SuperPrzewaga
SuperPrzewaga to funkcja na rynku bukmacherskim polegająca na pozytywnym rozliczaniu zakładu, gdy obstawiona drużyna piłkarska uzyska w meczu dwubramkowe prowadzenie. W promocji każdy gracz bierze udział automatycznie. W 2023 roku ponad 90% graczy obstawiających w Superbecie skorzystało minimum raz z SuperPrzewagi. SuperPrzewaga poza piłką nożną działa również w innych dyscyplinach:
- hokej na lodzie – jeśli wytypowana drużyna osiągnie w meczu 3 gole przewagi
- tenis ziemny – jeśli zawodnik wygra dowolny set wynikiem 6:0
- siatkówka – jeśli drużyna wygra pierwsze 2 sety w spotkaniu
- piłka ręczna – jeśli drużyna osiągnie w dowolnym momencie meczu 6 goli przewagi
- koszykówka – jeśli wytypowana drużyna osiągnie w dowolnym momencie spotkania 18 punktów przewagi
- skoki narciarskie – jeśli wytypowany zawodnik prowadzi po pierwszej serii konkursu indywidualnego minimum trzema punktami

## Nagrody branżowe
- Nagroda w kategorii Najlepsza Obsługa Klienta – Better Collective „Polskie Nagrody Bukmacherskie” 2022[39]
- Nagroda w kategorii Najlepszy Bukmacher Roku – Better Collective „Polskie Nagrody Bukmacherskie” 2022[39]
- Central and Eastern European Gaming Awards – Best Sport Betting Operator in CEE 2022[40]
- Wyróżnienie od United Nations Global Compact w 2022 i 2023 roku za podejmowanie działań na rzecz przeciwdziałania korupcji i szarej strefie[41]
- Nagroda Złotego Spinacza w kategorii Sport, turystyka i rekreacja - 2023 rok[42]
- Nagroda dla najlepszego bukmachera w 2023 roku[43]
- Nagroda za czołowego sponsora polskiego sportu za rok 2023[44]

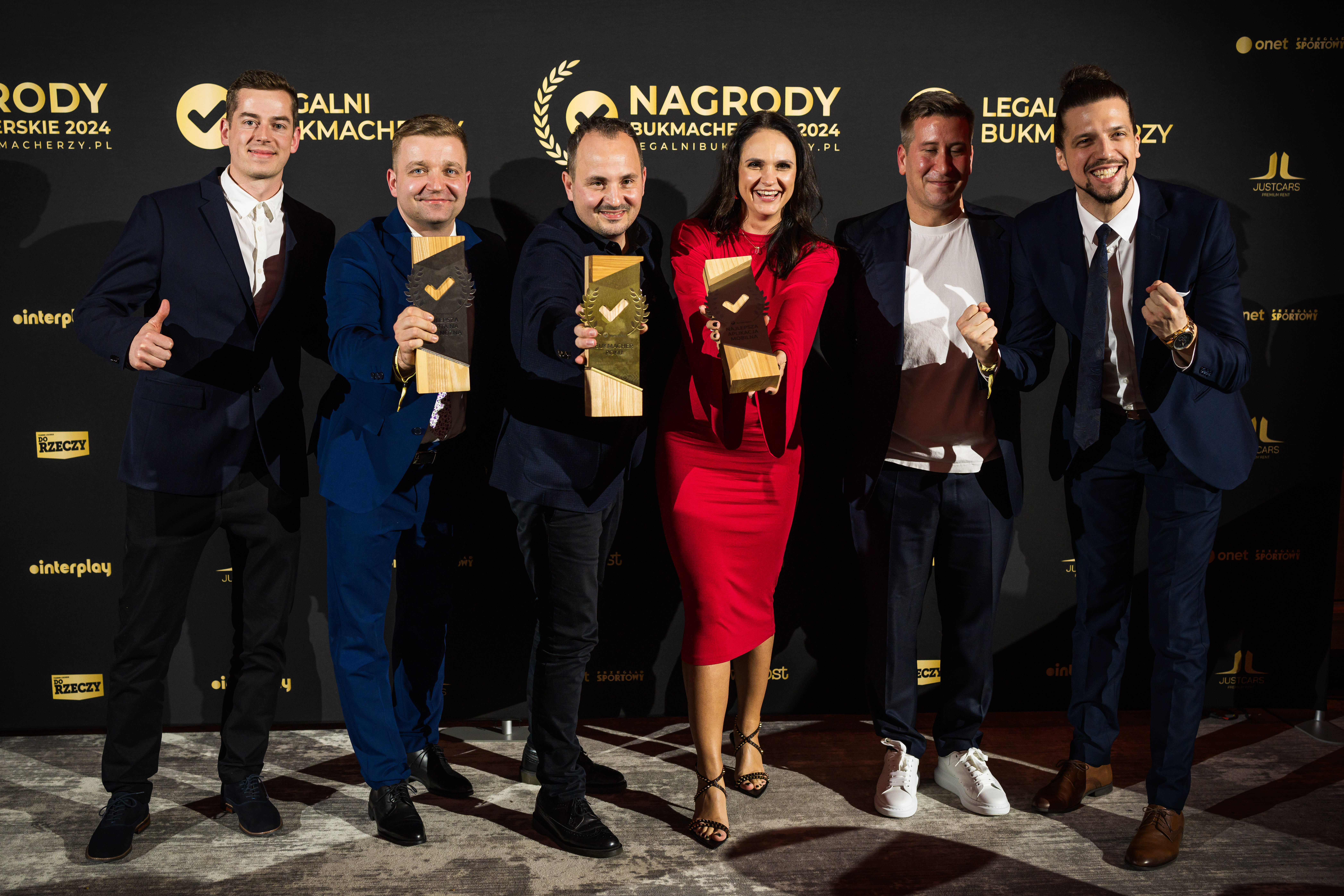
Przedstawiciele Superbet podczas Gali Nagród Bukmacherskich 2024 - LegalniBukmacherzy.pl - Warszawa, 28.01.2025

- Przedstawiciele Superbet podczas Gali Nagród Bukmacherskich 2024 - LegalniBukmacherzy.pl  - Warszawa, 28.01.2025 Za 2024 roku Superbet zgarnął tytuł Bukmachera Roku 2024, Najlepsza oferta na piłkę nożną, Najlepsza aplikacja mobilna w plebiscycie Nagrody Bukmacherskie 2024- LegalniBukmacherzy.pl [45]

## Ambasadorzy
Ambasadorami marki Superbet w Polsce są znani sportowcy, a wśród nich: były bramkarz reprezentacji Polski – Jerzy Dudek, piłkarz Sławomir Peszko. Firma związała się również wizerunkowego z kierowcą wyścigowym Adamem Kornackim i jednym z założycieli Kanału Sportowego Tomaszem Smokowskim. 1 września 2023 do grona ambasadorów dołączył komentator sportowy oraz jeden z założycieli Kanału Sportowego, Mateusz Borek. W marcu 2024 roku nowym ambasadorem został Mariusz Czerkawski.

## Działalność charytatywna
Superbet wspiera m.in. Fundację WOŚP. W XXIX Finale WOŚP firma przekazała Fundacji dochód z aukcji charytatywnej w wysokości ponad 70 tys. zł, rok później w XXX Finale – blisko 120 tys. zł. W XXXII Finale WOŚP firma wylicytowała na rzecz Fundacji bilety VIP na Turniej Superbet Poland Darts Masters oraz dwa bilety na dowolny mecz Lecha Poznań w rundzie wiosennej sezonu 2023/24.
Superbet jest m.in. głównym sponsorem wydarzenia „Legendarny Kosmiczny Mecz”, w którym udział biorą gwiazdy i legendy polskiego sportu, a także ogólnopolscy artyści i dziennikarze. Celem jest wsparcie finansowe dzieci i młodzieży z trudnych środowisk. Fundacja angażuje się też w rozwój młodych talentów szachowych w sekcji szachowej Stomilu Olsztyn oraz wspierając młodego szachistę z Ukrainy 11-letniego Kiryła Neżencewa.
Superbet wraz z fundacją Kochasz Dopilnuj oraz ambasadorami bukmachera angażuje się w globalną akcję Movember, której celem jest walka z nowotworem jąder.
14 stycznia podczas Spodek Super Cup w Katowicach, Superbet zorganizował akcję "Wyciśnij kasę dla Domu Aniołów Stróżów". 3 lutego 2024 podczas turnieju InterPadel Superbet zorganizował zbiórkę na paraolimpijczyków. W maju 2024 roku Superbet przekazał cały dochód z biletów na turniej Superbet Rapid & Blitz Poland, który odbył się w dniach 7-12 maja 2024 r. w wysokości 40 000 zł na rzecz Fundacji Polskiego Komitetu Paraolimpijskiego.
W sierpniu 2024 roku kibice Lecha Poznań razem z bukmacherem Superbet, sponsorem zarówno Lecha, jak i Stowarzyszenia Kibiców Kolejorz, postanowili wesprzeć Oddział Noworodkowy w Średzkim Szpitalu Serca Jezusowego.
Pod koniec sierpnia 2024 roku Superbet wsparł Klub Kibiców Niepełnosprawnych Górnika Zabrze.
5 października 2024 roku podczas meczu 8. kolejki Orlen Ekstraligi GKS Katowice z Górnikiem Łęczna Superbet wsparł profilaktykę w leczeniu raka. 20 października 2024 roku miała miejsce druga akcja, tym razem w meczu GKS Katowice vs. Śląsk Wrocław.